# شهرستان هابارد (مینه‌سوتا)
شهرستان هابارد (به انگلیسی: Hubbard County, Minnesota) شهرستانی در ایالات متحده آمریکا است که در مینه‌سوتا واقع شده‌است.